# Тайское письмо
Та́йский алфави́т (тайск. อักษรไทย [akˈson tʰaj]) — письменность, использующаяся в тайском языке и языках национальных меньшинств Таиланда; разновидность абугиды (индийского консонантно-слогового письма).
Состоит из 44 согласных; 15 гласных знаков, образующих, по крайней мере, 28 гласных форм; 4 тоновых маркера и ряд специальных операторов (для укорачивания гласного звука, для отмены согласного символа при чтении, оператор повторения последнего слога/слова/фразы/предложения, оператор сокращения слова/фразы).
Согласные пишутся горизонтально слева направо; гласные дописываются над, под, слева или справа от соответствующей согласной.
Тайские слова в предложении не разделяются пробелами, как это имеет место во многих западных языках: целые фразы или предложения обычно пишутся вместе. Однако в тайской письменности всё же есть случаи, когда пробел в одном предложении используется. Он называется วรรค «вак» и применяется при перечислении чего-либо или соответствует запятой и точке с запятой в русском языке. Кроме того, пробел используют, чтобы отделить имена от фамилий, а также перед и после цифр, оператора повторения ๆ и круглых скобок.
Поскольку тайские слова в пределах фразы или предложения записывают слитно без использования пробела, то начинающему изучать язык иногда может быть сложно разобраться в словах и отделять их друг от друга. Однако, если помнить правила формирования слогов и то, что у каждого слога должен быть начальный согласный символ, можно определять большинство слогов без особых проблем. Безусловно, есть двусмысленности и исключения, но они распространяются на сравнительно небольшое количество слов.
Из знаков пунктуации имеются кавычки (английские двойные и одиночные), круглые скобки. Редко используется знак для обозначения параграфов.
Тайская письменность имеет собственное обозначение для цифр, однако в повседневном употреблении также находятся арабские цифры.

## История
Тайский алфавит происходит от старокхмерского письма, которое, в свою очередь, являлось южным вариантом письма брахми (паллава). Согласно традиции, создание тайского письма приписывается королю Рамакхамхаенгу Великому, утвердившему тайскую письменность в 1283 году. Хотя формы записи символов слегка изменились в течение столетий, в целом же эта система представляет собой ту, которая была разработана в XIII веке.
Тайская система записи, в отличие от такой системы, как система английского языка, например, содержит много общих правил, распространяющихся практически на всю лексику, но, поскольку тайский язык претерпевал естественные изменения с течением времени, а также заимствовал слова из других языков, то к правилам добавлялись исключения. Однако многие из этих исключений имеют свои собственные, новые правила чтения, ставшие в настоящее время такими же регулярными, как и основные правила. Таким образом, зная правила, возможно прочитать большинство тайских слов с высокой степенью точности, даже не понимая их значения, что невозможно сделать в том же английском языке за такое же короткое время.

## Алфавит
Тайская письменность является абугидой — системой письма, в которой алфавит включает лишь знаки для согласных, а гласные обозначаются знаками, не имеющими места в алфавите. В тайском письме насчитывается 44 согласных буквы для обозначения 21 согласного звука. Дублирующие согласные появились, по меньшей мере, по двум причинам: из-за того, что некоторые из них в пали и санскрите произносились по-разному, но в тайском языке приобрели одинаковое звучание (различие между ними сохранилось, например, в кхмерском), и для того, чтобы была возможность использовать для ряда звуков, отражаемых дублирующими согласными, весь набор тонов (часть дублирующих согласных относится к нижнему классу, который имеет лишь три тона из пяти, другая часть относится к верхнему классу, который имеет «недостающие» тона).
Согласные делятся на три класса (см. траянг) — низкий, средний и высокий, которые являются первым определяющим тон слога фактором. Имеется четыре комбинации согласный—гласный, не включённые в счёт 44 согласных, из которых в настоящее время используется только один символ.
У каждого согласного символа есть своё собственное название и единственный определяемый объект (ассоциатор, номенклатурный термин), связанный с ним, как в русском: «А — арбуз, Бэ — баран, Вэ — ворона» и т. д. Эта система обозначения называется сакоткам и помогает решить двусмысленности правописания из-за наличия нескольких символов для одного и того же звука (например, ข кхо кхай, где кхо обозначает звук «кх», а кхай — слово, начинающееся с этого звука и означающее «яйцо»; и ฆ кхо ракхан, где кхо обозначает такой же звук «кх», а ракхан — слово, использующее при записи символ ฆ и означающее «колокол»; таким образом, используя номенклатурный термин кхай или ракхан, можно точно указать на интересующий символ ข или ฆ).
Два согласных — ฃ (кхо кхуат) и ฅ (кхо кхон) — в современном тайском языке не используются и полностью заменены на ข (кхо кхай) и ค (кхо кхвай), соответственно. Ни одна из этих двух букв не соответствует букве санскрита или пали. Обе являются модификацией предыдущей буквы в алфавите, имеют одинаковое произношение и одинаковый класс с предыдущей буквой, что делает их лишними.
Многие согласные произносятся по-разному в начале и в конце слога.
Тайское письмо, основанное на индийских системах письменности, заимствовало такое же расположение букв в алфавите. Тайская алфавитная система отражает своё индийское происхождение во многих формах, даже несмотря на то, что современное тайское произношение заметно отличается от первоисточника. Чтобы оценить систему, лежащую в основе соответствующих согласных, необходимо понять количество категорий представленных звуков. Таблицы, представленные здесь, являются модификацией традиционных тайских таблиц соответствий, в которых Таблицы 2 и 3, представленные ниже, в оригинале вообще помещены в единственный ряд, названный «разные согласные»:
Таким образом, в тайском языке есть 44 согласных символа. Два из них в круглых скобках ныне являются устаревшими. Слова, которые раньше записывались с использованием этих двух символов, теперь записываются с помощью согласных, стоящих в таблице слева от них.
Колонкам и строкам в Таблице 1 и 2 (от А до E-2) можно дать лингвистические определения. Звуки в колонке A характеризуются как звонкие смычные; в колонке B — глухие непридыхательные смычные. Три колонки C — все глухие придыхательные смычные. Колонка D указывает на спиранты (шипящие и свистящие звуки). E-1 и E-2 — обе колонки с сонорными; в колонке E-1 — носовые звуки.
В Таблице 1 и колонке E-2 в Таблице 2 все звуки в строке 1 извлечены посредством задней части рта (велярные звуки). Звуки из строки 2 извлекаются постановкой языка немного больше к передней части языка (палатальные звуки). Звуки в строке 3 и 4 извлекаются позади зубов (зубные звуки), в то время как в строке 5 они извлекаются губами (губные звуки).
Согласная ญ в строке 2 находится в «носовой» колонке Е-1. В литературном тайском языке она полностью слилась с ย (йо йак, обозначающая звук «й»), но многие региональные тайские диалекты сохранили оригинальное носовое звучание. Большинство согласных в строках 3 и 4 звучат сегодня в тайском языке одинаково, хотя они представляют различные виды звуков в индийских языках, из которых первоначально были заимствованы. Три спиранта (колонка D) в второй таблице фактически заполняют три пустых места в верхнем классе колонки D первой таблицы.

## Диакритические знаки
Тайский является тональным языком, и тайская письменность несёт в себе полную информацию о тонах гласных. За исключением непосредственно гласной, информацию о тоне содержит класс согласной (низкий, средний или высокий), долгота гласной (долгая или краткая), замыкающей согласной (глухая/звонкая) и иногда четырьмя значками тона, названия которых происходят от числительных один, два, три и четыре.
Из этой системы имеются исключения — в частности, местоимения chan и khao произносятся с высоким тоном, несмотря на восходящий тон, указываемый на письме (в официальных ситуациях, однако, произношение соответствует написанию).
Другие диакритические знаки используются для обозначения кратких гласных и немых согласных.

### Знаки
- ะ — висанчани (номнанг; тайск. วิสรรชนีย์) — постпозитивный, означает краткий гласный звук (a);
- า — лаккханг (тайск. ลากข้าง) — постпозитивный, означает долгий гласный a;
- ไ — маймалай (тайск. ไม้มลาย) — препозитивный, огласовка «ай» (пример: ไทย — Таиланд);
- ใ — маймуан (тайск. ไม้ม้วน) — препозитивный, тоже огласовка «ай», менее распространён, чем ไ (пример: ใบไม้ (баймай) — лист);
- -๋ — какабат (тайск. ไม้จัตวา) — надстрочный, «крестик»;
- -์ — тхантхакхат (тайск. ทัณฑฆาต) — надстрочный, означает, что согласный не произносится;
- ханг;
- -ุ — тинйиат (тайск. ตีนเหยียด — выпрямленная нога) — подстрочный, краткий огубленный гласный заднего ряда верхнего подъёма, произносится как oo в англ. book;
- " — фанну (тайск. ฟันหนู — мышиные зубы или мусикатхан (тайск. มูสิกทันต์)) — контактный надстрочный, самостоятельно не употребляется, вместе со знаком пхинтуи участвует в обозначении долгого звука «Ы» (сара ыы) и дифтонгов «ЫА»;
- -ิ — пхинтуи (тайск. พินทุ์อิ) — надстрочный, означает короткий «И», в сочетании с другими знаками участвует в образовании 10 разновидностей тайского слога;
- -ํ — никхахит (тайск. นิคหิต) или Ятнамканг (тайск. หยาดน้ำค้าง) — надстрочный, анусвара (носовой призвук в конце гласного звука либо назализация гласного), в сочетании со знаком лакханг образует финаль -ам, в сочетании со знаком пинтуи — краткий гласный «ы».

## Запись пали
Тайская письменность, как и другие виды индийской письменности, имеет многочисленные приспособления для записи санскрита и родственных ему индоарийских языков, в частности, пали. Пали является языком канона в тайском буддизме ветви тхеравада. В Таиланде пали записывается с помощью слегка видоизменённой тайской письменности. При записи пали используется только 32 согласных и 8 гласных.

### Согласные
|     |      |     |      |     |
| Ка  | Кха  | Га  | Гха  | Нга |
|     |      |     |      |     |
| Ча  | Чха  | Джа | Джха | Ньа |
|     |      |     |      |     |
| Т.а | Тх.а | Д.а | Дх.а | Н.а |
|     |      |     |      |     |
| Та  | Тха  | Да  | Дха  | На  |
|     |      |     |      |     |
| Па  | Пха  | Ба  | Бха  | Ма  |
|     |      |     |      |     |
| Йа  | Ра   | Ла  | Ва   |     |
|     |      |     |      |     |
| Са  | Ха   |     |      |     |